# جوجول

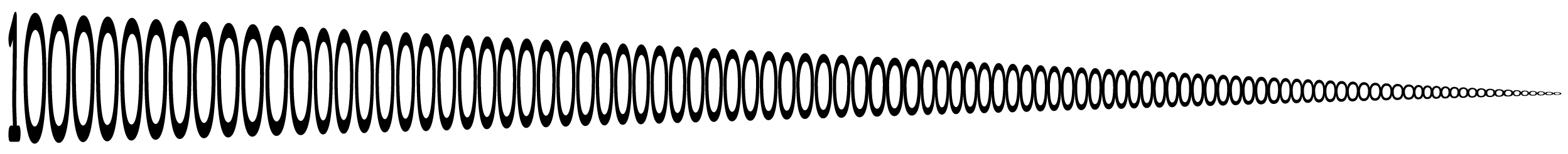

جوجول (بالإنجليزية: Googol)‏ هو عدد كبير رقم واحد يليه مئة صفر.
1 جوجول = 10100 = 10.000.000.000.000.000.000.000.000.000.000.000.000.000.000.000.000.000.000.000.000.000.000.000.000.000.000.000.000.000.000.000.000.000
وقد صاغ هذا المصطلحَ (مصادفةً) طفل عمره تسع سنوات ، اسمه ميلتون سيروتا ، وهو ابن أخت عالِم الرياضيات الأمريكي إدوارد كازنر في عام 1938، وذاع استخدام هذا المصطلح في كتاب رياضيات وخيال (Mathematics and the Imagination) الذي وضعه كازنر كاستر وجيمس نيومان عام 1940 